# Phiz
Hablot Knight Browne, maggiormente conosciuto con lo pseudonimo Phiz con cui firmava tutte le sue opere (Lambeth, 12 luglio 1815 – Londra, 8 luglio 1882), è stato un illustratore britannico.

## Biografia
Raggiunse il massimo della fama, come illustratore dei personaggi dei romanzi di Charles Dickens, sorpassando in maestria tecnica i suoi maggiori rivali del tempo George Cruikshank e John Leech.
Phiz, nacque in Inghilterra, a Lambeth (vicino a Londra) su Kennington Lane. Era il quattordicesimo dei quindici figli di Catherine e William Loder Browne.
All'età di 7 anni, suo padre William Browne abbandonò la famiglia, cambiò il nome in William Breton e salpò verso gli Stati Uniti, si stabilì a Philadelphia dove divenne celebre per i suoi acquarelli. In seguito, William Browne venne dichiarato morto dalla moglie Catherine. Thomas Moxon, marito della sorella di William, Ann Loder Browne, aiutò economicamente la numerosa famiglia abbandonata, che si trovava in cattive acque.
Browne divenne l'apprendista di bottega di William Finden, eminente intarsiatore di metalli, nel suo studio ricevette tutta la sua educazione artistica. 
Comunque, non era tagliato per fare l'incisore, e avendo ricevuto nel 1833 un importante premio dalla Società per l'Arte del Disegno di John Gilpin, abbandonò l'attività di incisore l'anno seguente con il proposito di dedicarsi alla pittura.

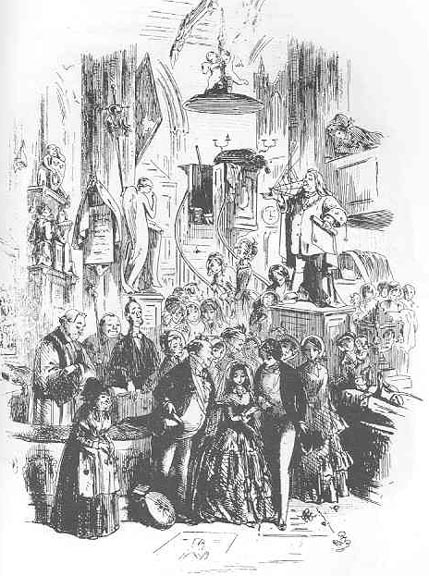
Illustrazione del 1850 per David Copperfield, intitolata I am married

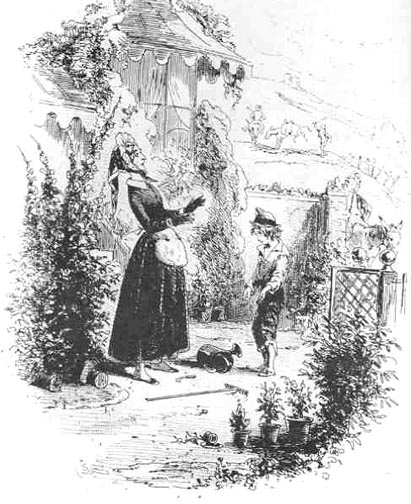
Faccio la conoscenza di mia zia, illustrazione per David Copperfield

## Charles Dickens
Nella primavera del 1836, incontrò Charles Dickens. Dickens era in cerca di un disegnatore capace per illustrare il suo romanzo Il Circolo Pickwick. Fece la conoscenza di Browne come illustratore del piccolo pamphlet Sunday under Three Heads, e probabilmente rimase colpito dal lavoro svolto dall'artista. Nell'edizione originale di Pickwick, pubblicato a puntate mensili tra il 1836 e la fine del 1837, le prime sette illustrazioni furono opera di Robert Seymour, un illustratore che poi si suicidò nell'aprile 1836. Le successive due illustrazioni le fece RW Buss, un ritrattista di buon successo, ma entrambi gli artisti non convincevano del tutto Dickens.
Browne e WM Thackeray si recarono all'ufficio stampa di Dickens per proporre i propri lavori. Lo scrittore scelse Browne. Le due prime illustrazioni eseguite da Browne per Pickwick furono firmate "Nemo", ma dalla terza l'artista iniziò a firmarsi "Phiz", pseudonimo che gli rimarrà appiccicato per il resto dei suoi giorni. Quando gli fu chiesto di spiegare i motivi che lo avevano portato a scegliere tale soprannome, rispose che il cambiamento da "Nemo" a "Phiz" fu attuato per armonizzarsi meglio con lo pseudonimo "Boz" utilizzato da Dickens.
"Boz" e "Phiz" diventarono presto buoni amici, e nel 1838 fecero un viaggio insieme attraverso lo Yorkshire.
Dei dieci libri di Dickens illustrati da Phiz, quelli che sono generalmente considerati i suoi lavori migliori sono: David Copperfield, Pickwick, Dombey e figlio, Martin Chuzzlewit e Casa desolata. Browne fece anche molti lavori per il giornale Punch magazine, soprattutto all'inizio e alla fine della sua carriera.
In aggiunta al lavoro svolto per Dickens, Phiz illustrò più di venti romanzi di Lever (per esempio Harry Lorrequer, Charles O'Malley, Jack Hinton e Knight of Gwynne). Illustrò anche opere di Harrison Ainsworth e di Frank Smedley. Nel 1867, nel pieno della sua carriera di illustratore, Phiz fu colpito da una paresi. Anche se riuscì a riprendersi gradualmente e fece molte illustrazioni su legno intagliato, i suoi lavori non possedevano più la qualità di quelli pre-malattia. Nel 1878 ricevette un encomio speciale dalla Royal Academy per la sua carriera di disegnatore. In seguito, la sua salute peggiorò lentamente fino a quando morì l'8 di luglio del 1882.